# Groß-Perm

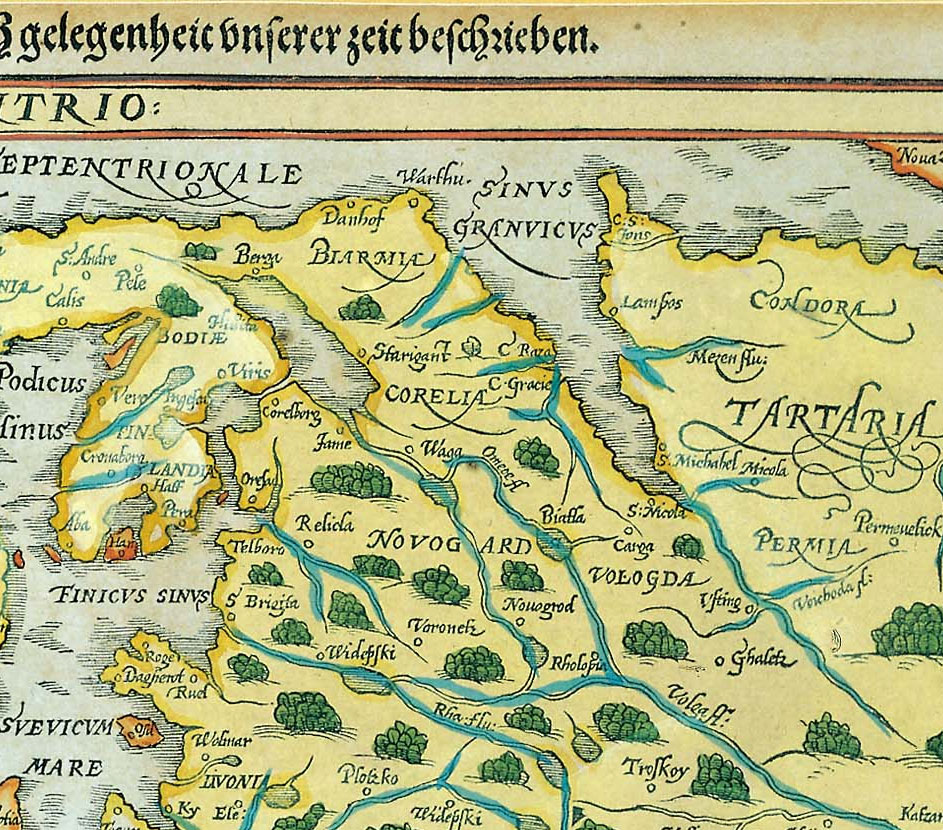
Karte Nordrusslands von Gerhard Mercator (Amsterdam, 1595), in der „Permia“ eingezeichnet ist.

Groß-Perm oder auch nur Perm, latinisiert Permia (Komi Ыджыд Перым, russisch Пермь Великая) war ein mittelalterliches Komi-Fürstentum, dessen Name sich in späterer Zeit als Landschaftsbezeichnung hielt.
Eine Beziehung zum Bjarmaland der nordischen Sagas ist naheliegend, aber unsicher. Auch das Wisu zeitgenössischer arabischer Quellen könnte Groß-Perm meinen.
Das Gebiet lag an der oberen Kama und umfasst Gegenden in der heutigen Region Perm und der Republik Komi. Es hatte enge Beziehungen mit den Permiern an der Wytschegda (auch Klein-Perm genannt). Beide waren der Republik Nowgorod tributpflichtig. Im 14. Jahrhundert wurde die Gegend durch Stefan von Perm christianisiert und kam in Folge immer mehr unter den Einfluss Moskaus. Zuletzt dürfte der Fürstensitz in Tscherdyn gewesen sein.
1451 kam ein Fürstenhaus als Vasallen Moskaus an die Macht, die den Titel Fürsten Wymski und Welikopermski führten und trotz ihrer formellen Abhängigkeit eine Schaukelpolitik zwischen Moskau, Nowgorod und Kasan versuchten. 1472 schließlich wurde das Gebiet von einer Moskauer Vasallenarmee unterworfen, in deren Reihen sich auch Wymski-Fürsten befanden. Fürst Michail Welikopermski wurde gefangen genommen, aber bald freigelassen und regierte das Gebiet als Gouverneur Moskaus. Sein Sohn Matfej wurde dann 1505 endgültig abgesetzt.
Als Landschaftsbezeichnung für das Gebiet an der oberen Kama hielt sich der Name bis ins 18. Jahrhundert, der Süden gehörte zur Domäne der Stroganows. Der Name Perm wurde dann auch für die 1723 gegründete Stadt verwendet.